# Ндри, Алли
Алли́ Куадио Венса́н де Поль Н’Дри (фр. Alli Vincent de Paul Kouadio N'Dri; 12 января 1984, Бинжервиль, Кот-д’Ивуар) — ивуарийский футболист, защитник.

## Карьера

### Клубная
Дебютировал в чемпионате Кот-д’Ивуара в январе 2003 года в составе клуба «АСЕК Мимозас». Был капитаном команды. После шести лет, проведённых в клубе, перешёл в ярославский «Шинник» в качестве свободного агента. Дебютировал в российском Первом дивизионе 28 марта 2009 года в матче против ФК «Краснодар». В июне 2017 года покинул «Шинник», после чего Алли завершил карьеру футболиста.

### В сборной
28 мая 2007 года вызвался в национальную сборную на матч против сборной Мадагаскара, но на поле не выходил.

## Достижения
- Чемпион Кот-д’Ивуара: 2003, 2004, 2005, 2006
- Обладатель Кубка Кот-д’Ивуара: 2003, 2005, 2007, 2008
- Обладатель Суперкубка Кот-д’Ивуара: 2004, 2006, 2007, 2008